# Hackelochloa
Genre
Hackelochloa est un genre de plantes monocotylédones de la famille des Poaceae (graminées), originaire d'Afrique et d'Asie.
Ce sont des plantes herbacées annuelles pouvant atteindre 1 m de haut, à distribution pantropicale.
Ce genre a été créé sous ce nom en 1891 par Otto Kuntze, en hommage au botaniste autrichien, Eduard Hackel.
Il comprend deux espèces, Hackelochloa granularis et Hackelochloa porifera, toutefois certains auteurs ont réduit le statut taxinomique de cette dernière au rang de synonyme de Hackelochloa granularis, tandis que d'autres mettent en cause le statut du genre lui-même, proposant d'inclure ses espèce dans le genre Mnesithea.

## Taxinomie

### Synonyme
- Rytilix Raf. ex Hitchc., 1920[4].

### Liste d'espèces
Selon Catalogue of Life (24 août 2016), World Checklist of Selected Plant Families (WCSP) (24 août 2016), The Plant List (24 août 2016)
- Hackelochloa granularis (L.) Kuntze (1891),
- Hackelochloa porifera (Hack.) D.Rhind (1945).

Selon ITIS (24 août 2016) :
- Mnesithea aurita (Steud.) de Koning & Sosef
- Mnesithea balansae (Hack.) de Koning & Sosef
- Mnesithea cylindrica (Michx.) de Koning & Sosef
- Mnesithea granularis (L.) de Koning & Sosef
- Mnesithea impressa (Griseb.) de Koning & Sosef
- Mnesithea parodiana (Henrard) de Koning & Sosef
- Mnesithea ramosa (E. Fourn.) de Koning & Sosef
- Mnesithea rugosa (Nutt.) de Koning & Sosef
- Mnesithea selloana (Hack.) de Koning & Sosef
- Mnesithea subgibbosa (Winkl. ex Hack.) de Koning & Sosef
- Mnesithea tessellata (Steud.) de Koning & Sosef
- Mnesithea tuberculosa (Nash) de Koning & Sosef